# Marmosops parvidens
Marmosops parvidens e вид опосум от семейство Didelphidae.
Видът е разпространен в Суринам, Гвиана, Френска Гвиана и прилежащите съседни райони на Венецуела и Бразилия. Наземен и дървесен вид. Обитава предимно тропически гори, храни се с насекоми и плодове.